# Масований ракетний обстріл України 21 березня 2024
Зранку 21 березня 2024 у рамках російського вторгнення в Україну російські військові завдали масованого ракетного удару по цивільній інфраструктурі.
Росія застосувала 31 ракету, з них 29 крилатих та дві балістичні.

## Хід подій
Близько 01:15 за Київським часом з аеродрому Оленья в Мурманській області було зафіксовано зліт 9 Ту-95, перші ракети зайшли в повітряний простір України в 04:10, пізніше стало відомо про пуск аеробалістичної ракети Кинджал та KN-23.

### Київ

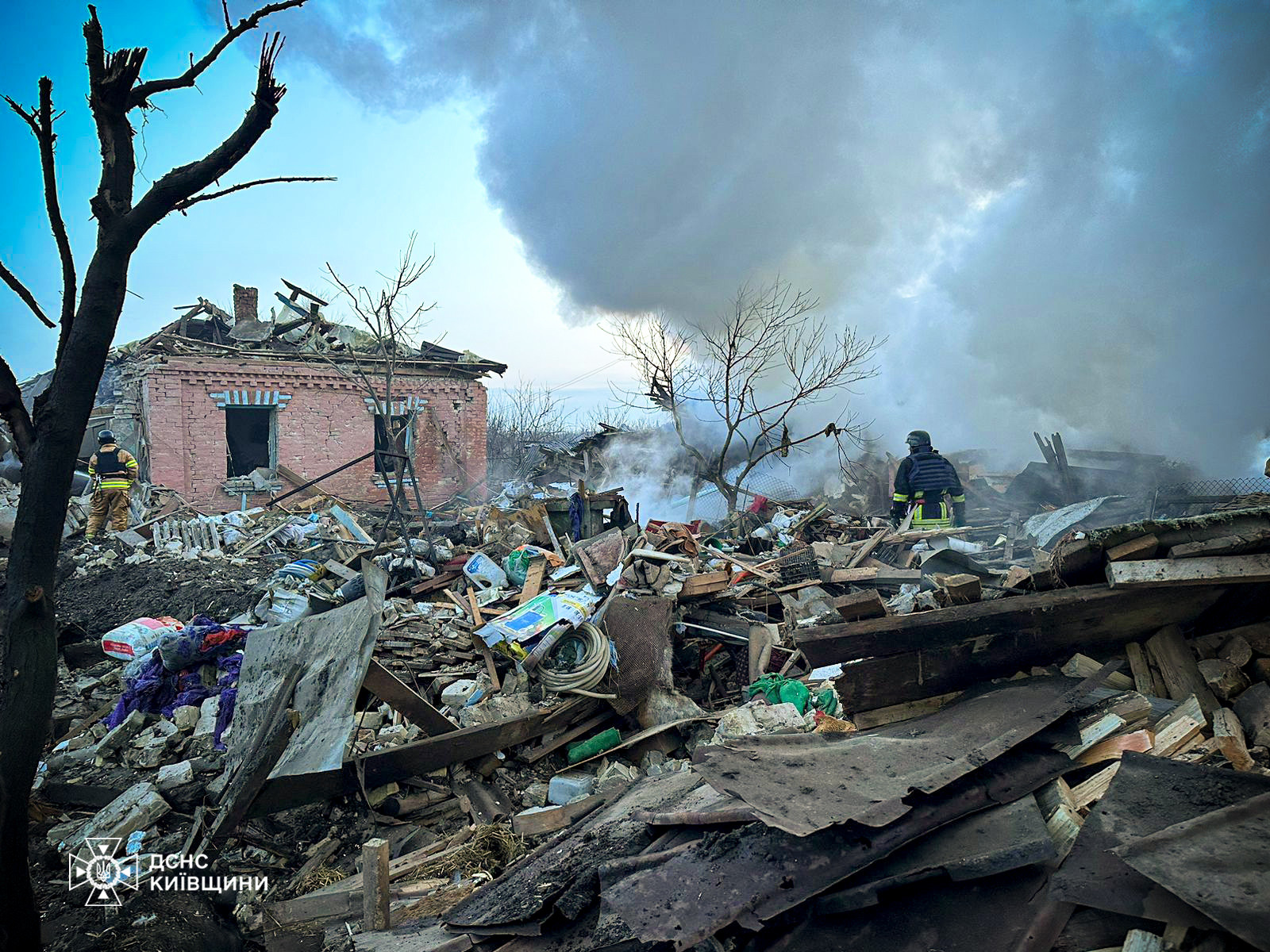
Руйнування від уламків ракет у Київській області

Ворог застосував ракети Х-101/Х-555/Х-55, обійшлося без жертв. В Подільському районі зайнялась трансформаторна підстанція, в Шевченківському районі пошкоджено житлову багатоповерхівку, в Святошинському районі пошкоджено житловий будинок та вибиті вікна у прилеглих будинках. Окрім того, внаслідок російського терористичного ракетного обстрілу Києва постраждав Свято-Миколаївський храм на Татарці, в який влучили уламки російської балістичної ракети. Розп'яття посічене, ікони побиті склом, вікна і двері вибиті. Капличка поряд понищена. Біля храму — вирва.
Також під час ракетної атаки росіяни влучили у склад інтернет-магазину Rozetka.

### Миколаїв
У Миколаєві ракета вдарила по промисловому підприємству, внаслідок чого загинула одна жінка, щонайменше шість поранено

### Херсонська область
Удари були завдані по місту  Берислав, селах Козацьке, Садове, Велетенське та Качкарівка.